# هوغسميد

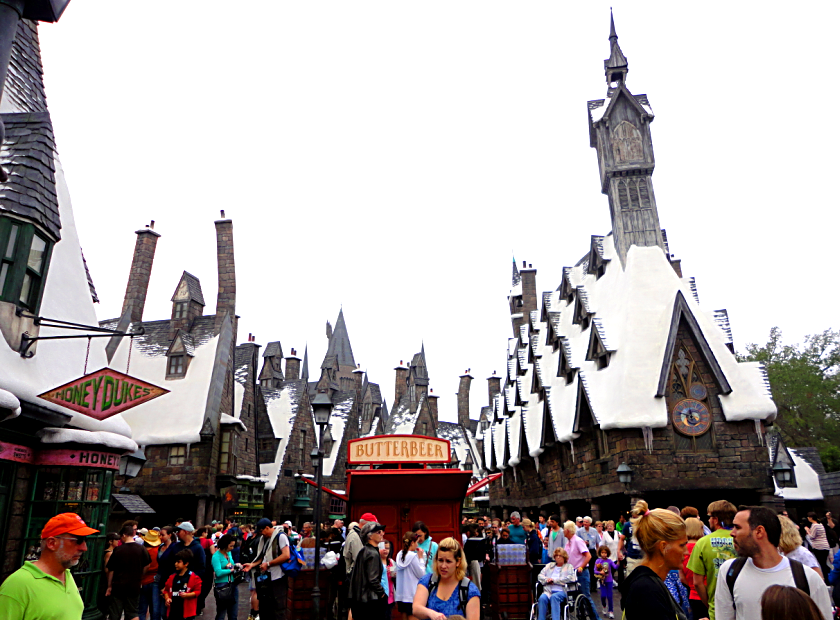

هوغسميد هوجسميد قرية خيالية في سلسلة هاري بوتر للمؤلفة البريطانية ج. ك. رولنغ، يُفترض أنها القرية الوحيدة التي يسكنها السحرة وحدهم دون أي حضور لأي أشخاص غير سحريين، ويمكن فيها عرض البضائع السحرية ومتعلقات السحرة بشكل علني. تقع قرب مدرسة هوغوورتس، ويذهب إليها الطلاب الذين وصلوا إلى سن الثالثة عشر فما فوقها كل عام في المناسبات.

## الأمكنة في هوغسميد
تُعد هوغسميد قرية تجارية بالكامل، وتعتاش من الدخل الذي يوفره لها طلاب هوغوورتس، والزوار من كافة أنحاء بريطانيا خلال العام، خصوصاً في المناسبات. تحتوي على عدد من المقاهي الشهيرة مثل: مقهى المقشات الثلاث ومقهى رأس الخنزير، ومحلات للمنتجات السحرية مثل محل زونكو للمقالب، ومحلات حلوى مثل هاتي ديوكس.
تحتوي هوغسميد أيضاً على مناطق عُدت أثرية وتذكارية مثل بيت شريكنغ هاوس الذي يُعتقد أنه أحد أشهر المنازل المسكونة في بريطانيا، وساهم ألباس دمبلدور في تدعيم شهرته كمنزل مسكون ومرعب ليبرر الأصوات التي كانت تصدر منه خلال إقامة ريموس لوبين المستذءب فيه.

## هوغسميد في السلسلة
ظهرت قرية هوغسميد في كتاب هاري بوتر وسجين أزكابان، بسبب وصول هاري بوتر إلى سن الثالثة عشرة، وهو السن الذي يُسمح عنده بالذهاب إلى هوغسميد. يحتاج الذهاب إلى هناك للمرة الأولى إلى موافقة مكتوبة وموقعة من الأوصياء الشرعيين للتلميذ، وبسبب رفض فرنون درسلي زوج خالة هاري السماح له بالذهاب إلى هناك، اضطر هاري للذهاب إليها متنكراً طوال سنته الثالثة، حتى حصل على إذن مكتوب وموقع من أبيه الروحي سيرياس بلاك.
بسبب بقاء هاري في هوغوورتس لعدم حصوله على إذن بالذهاب إلى هوغسميد، يساعده التوأم ويزلي على الوصول إليها عن طريق ممرات هوغوورتس السرية، ويُقدمان إليه خريطة النهابين التي تصبح فيما بعد ذات فائدة في الأحداث. ويذهب هاري إلى هوغسميد غالباً عن طريق الممرات والمداخل السرية التي تصل بين المدرسة والقرية.
في سنته الخامسة، يذهب هاري إلى هوغسميد برفقة صديقته تشو تشانغ، وينفصلان هناك. كما يجتمع أعضاء جيش دمبلدور في مقهى رأس الخنزير الذي يشهد أول اجتماعاتهم.

## منافذ هوجوارتس إلى هوجسميد
توجد سبعة منافذ لهوجسميد في هوجوارتس
أربعة منها يعرفها فليتش وواحد مسدود والأخيران أحدهما موجود تحت الشجرة المزعجة في ساحة المدرسة والذي بناه دمبلدور والذي ينفذ إلى شريكينج شاك ليقضي فيه المستذئب لوبين ليلة التحول إلى ذئب مرة كل شهر
أما الأخير (استعمله هاري) وهو من أحد التماثيل في المدرسة إلى مقهى مدام روزميرتا